# 中轴

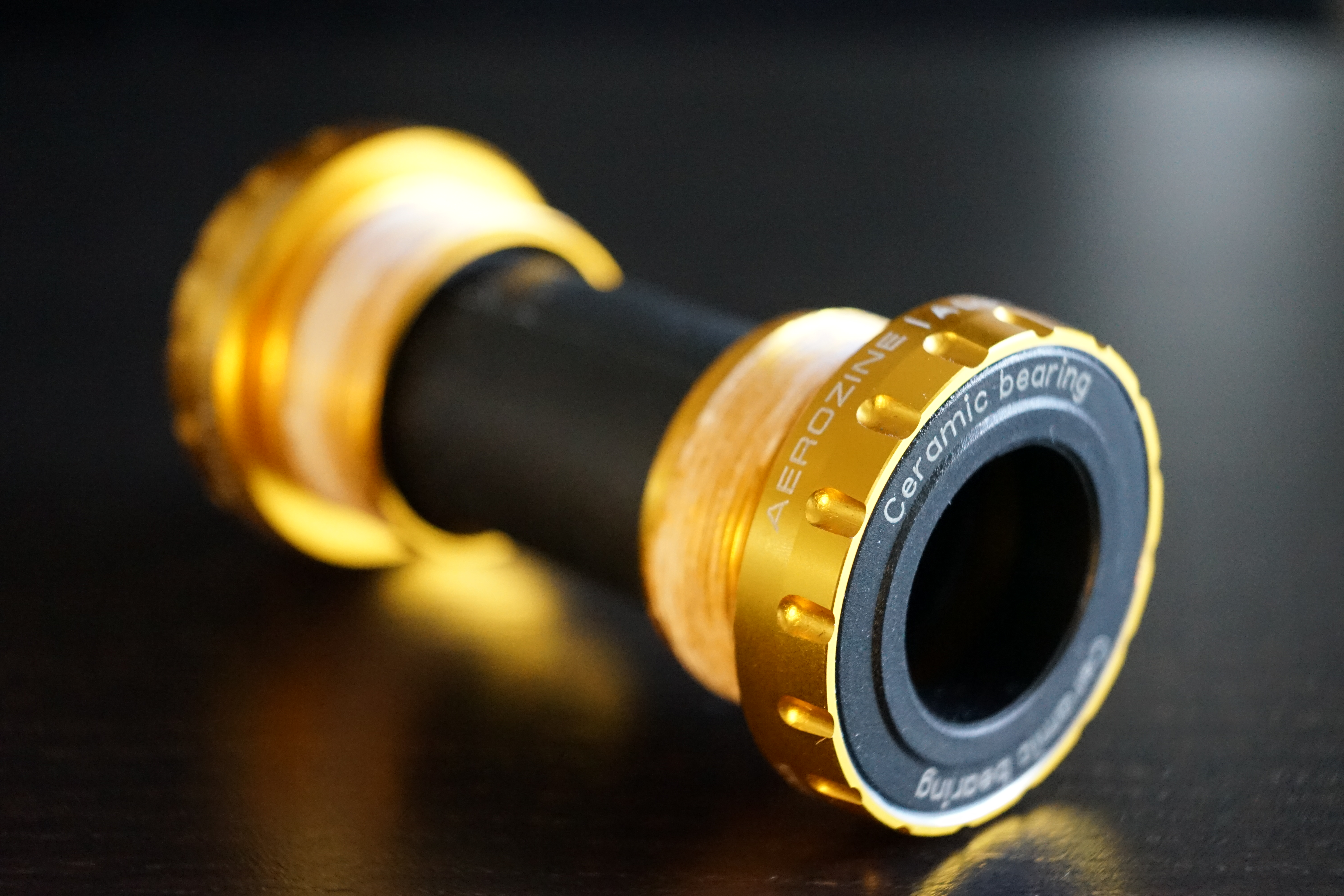
陶瓷中轴

自行车中的中轴（英語：Bottom bracket，簡稱：BB），是连接牙盘和车架的自行车组件，包含主轴和轴承，以便連接曲柄的踏板能自由踩踏。中轴嵌套于车架的五通内，連接车架下管、座管及平叉。